# Romulea leipoldtii
Romulea leipoldtii är en irisväxtart som beskrevs av Wessel Marais. Romulea leipoldtii ingår i släktet Romulea och familjen irisväxter. Inga underarter finns listade i Catalogue of Life.